# Famille de Limosin
Pour les articles homonymes, voir Limosin.
La famille de Limosin d'Alheim, anciennement de Limosin, est une famille éteinte de la noblesse française originaire du duché de Brabant, transplantée depuis au duché de Luxembourg, en Lorraine, en Russie et enfin à Paris.

## Histoire
Le premier ancêtre connu est Jean, né en 1470, capitaine d'une compagnie de 100 hommes au service de Maximilien Ier. Ses fils Charles et Henri seront faits barons du Saint-Empire par lettres de l'empereur Charles Quint datées du 17 novembre 1540. La famille se fixe au Luxembourg au cours du XVIIe siècle, puis en Lorraine vers 1700. Lors de la Révolution française, la famille émigre en Russie avant de revenir à Paris dans la seconde moitié du XIXe siècle où elle s'éteindra en 1922 avec la mort du baron Pierre d'Alheim,.

## Filiation
La filiation est connue par l'ouvrage Dictionnaire de la Noblesse de François-Alexandre Aubert de La Chesnaye Des Bois, lui-même issu du mémoire dressé sur les titres communiqués au juge.
- Jean de Limosin (1470-1533), capitaine d'une compagnie de 100 hommes au service de Maximilien 1er. Il épouse Marguerite de Fausto en 1494.
  - Charles de Limosin (1495-), baron du Saint-Empire en 1540[4]. Il épouse Sophie de Distroff.
    - Jean Joseph de Limosin (1515-1555) épouse Louise de Pallant.
      - Jean-Charles de Limosin (1538-1589) épouse Philippine van Rass.
        - Charles Philippe de Limosin (1562-1608), colonel de cavalerie au service des rois d'Espagne. Il épouse Claudine de Distroff.
          - Jean-Georges de Limosin (1582-1620) épouse Marie-Thérèse de la Tour.
            - Nicolas de Limosin (1602-1641), capitaine de cavalerie au service de l'Espagne, gentilhomme de l'Artillerie. Il épouse Marie Charlotte de Roye.
              - Guillaume de Limosin ( -1665), colonel au service de l'Espagne, lieutenant du roi, gouverneur d'Arlon, seigneur de Roussy-le-Bourg, de Roussy-le-Village, de Hettange, de Soetrich et d'Alheim. Il épouse Félicité de Laittres, sans postérité.
              - Jean de Limosin (1625-1665), lieutenant-colonel, commandant du régiment du duc de Bournonville. Il épouse Catherine Schutz
                - Jean-Nicolas de Limosin (1650-1707), capitaine au service de l'Espagne, officier du roi, gentilhomme du cardinal-prince de Furtemberg, seigneur de Roussy-le-Village, de Roussy-le-Bourg, de Hettange, de Soetrich, d'Alheim, de Rintgen, d'Altwiss et de Filstroff. Il épouse Jeanne Marie Anne de Corte.
                  - Egon Charles Emmanuel François Georges de Limosin (1686-1758), sous-lieutenant au régiment de La Mark, seigneur de Roussy-le-Bourg, de Roussy-le-Village, de Hettange-Grande, de Soetrich, de Rintgen, d'Alheim, d'Altwiss, de Filstrof et de Contz. Il épouse Catherine Reine de Cabanes.
                    - Jean-Baptiste de Limosin d'Alheim (1714-), baron d'Alheim, chevalier de Saint-Louis, commandant de bataillon au Régiment d'Alsace, aide de camp du maréchal de Soubise. Il épouse Marie-Madeleine de Limpack.
                      - Ferdinand Charles Emmanuel de Limosin d'Alheim (1748-1805), baron d'Alheim, capitaine d'infanterie commandant les chasseurs du Régiment d'Alsace. Il épouse Marguerite Françoise Victoire de Villers sœur de Charles de Villers, sans descendance.
                      - Jean-Baptiste de Limosin d'Alheim (1750-1810), baron d'Alheim, sous-lieutenant au Régiment de Soubise, capitaine au régiment des chasseurs de Gévaudan, lieutenant-colonel des grenadiers d'Astrakhan, commandant en chef des grenadiers d'Arkangel, général-major au service de la Russie. Il épouse en première noces Xavière Joséphine Antoinette Logre de Francourt (dont une fille), et en seconde noces Marie de Valmont.
                        - Pierre de Limosin d'Alheim (1798-1865), baron d'Alheim.
                          - Jean de Limosin d'Alheim dit Jean d'Alheim (1840-1894), baron d'Alheim, artiste peintre. Il épouse Tatiana Sergeevna Bobricheff Pouchkine (1833-1904). Le couple divorce et Jean d'Alheim épouse Alexandra Bobricheff Pouchkine (1840-1921), la sœur de Tatiana. Sa seconde épouse décline au féminin le prénom de son époux : Jeanne. Elle est également artiste peintre[5].
                            - Marie Madeleine (née en Russie en 1857, morte à Paris en 1926).
                            - Pierre de Limosin d'Alheim dit Pierre d'Alheim (1862-1922), baron d'Alheim, journaliste et romancier. Il épouse la cantatrice Marie Olenine, sans descendance.

## Alliances
Les principales alliances de la famille de Limosin sont : de Fausto (1494), de Diestroff (1518 et 1579), de Pallandt (1538), van Rass (1560), de la Tour (1600), de Roye (1627), de Laittres, Obert (1658), Schutz (1648), Wolschlager (1686), de Corte (1683), de Boudet (1697), de Cabanes (1710), de Malateste (1721), Chapuis de Tourville (1740), Boncour (1743), de Limpack (1747), Staudt de Limbourg (1753), O'Môre (1780), de Villers (1783), Logre de Francourt (1782), de Valmont (1798), Paguelle de Larret (1807), de Dyakov (1829), de Lvov (1831), de Borischeff-Pouschkin (1855), de Olenine (1861 et 1898), Neugebauer (1879), de Khlopoff (1888), Pouthier (1889), de Espejo (1889), Soutotski (1915), Matsevitch (1921), Blokh (1957).

## Armes, devise, titres

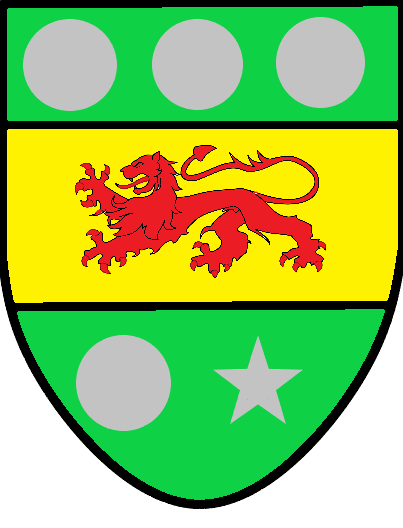

Armes anciennes :  De sinople à une face d'or bordée de sable chargée d'un lion de gueules passant accompagné en chef de trois besants d'argent et en pointe de deux besants aussi d'argents
Armes modernes (Depuis le XVIIIe siècle) : d'après Arnaud Clement, le blasonnement est De sinople à la fasce d’or chargée d’un lion léopardé de sable et accompagné de 5 besants d’argent 3 en chef et 2 en pointe et d'après des documents de la famille De sinople à une face d'or bordée de sable chargée d'un lion de gueules passant accompagné en chef de trois besants d'argent et en pointe d'un besant et d'une étoile aussi d'argents.
Devise  : Fortes Creantur Fortibus,.
Titre : Baron d'Alheim, de 1760 (famille reconnue noble par lettres patentes de Louis XV) à 1922 (mort de Pierre d'Alheim).

## Pour approfondir